# 拉波拉
拉波拉（義大利語：Rapolla），是意大利波坦察省的一个市镇。总面积29.05平方公里，人口4510人，人口密度155.2人/平方公里（2009年）。ISTAT代码为076064。